# Исток (приток Ваеньги)
Исток — река в России, протекает в Виноградовском районе Архангельской области. В верховье после озера Манежского река называется — Манежка. Устье реки находится в 96 км по левому берегу реки Ваеньга. Длина реки составляет 13 км.

## Данные водного реестра
По данным государственного водного реестра России относится к Двинско-Печорскому бассейновому округу, водохозяйственный участок реки — Северная Двина от впадения реки Вага и до устья, без реки Пинега, речной подбассейн реки — Северная Двина ниже места слияния Вычегды и Малой Северной Двины. Речной бассейн реки — Северная Двина.
Код объекта в государственном водном реестре — 03020300412103000032945.